# 아기델
아기델(러시아어: Агиде́ль, 바시키르어: Ағиҙел, 타타르어: Ağidel/Агидел)은 바시키르 공화국의 도시이다. 카마 강이 흐른다. 인구는 1만8 721명(2002년)이다. 시장은 발레리 표도로프이다.